# (2669) Shostakovich
(2669) Shostakovich (1976 YQ2; 1980 RW) ist ein ungefähr 16 Kilometer großer Asteroid des mittleren Hauptgürtels, der am 16. Dezember 1976 von der russischen (damals: Sowjetunion) Astronomin Ljudmila Iwanowna Tschernych am Krim-Observatorium (Zweigstelle Nautschnyj) auf der Halbinsel Krim (IAU-Code 095) entdeckt wurde.

## Benennung
(2669) Shostakovich wurde nach dem sowjetischen Komponisten, Pianisten und Pädagogen Dmitri Dmitrijewitsch Schostakowitsch (1906–1975) benannt.